# Тогур
То́гур — село (с 1939 до 1992 гг. — посёлок городского типа) в Колпашевском районе Томской области. Входит в состав Колпашевского городского поселения.

## География
Село расположено близ впадения реки Кеть в Обь, в 8 км от города Колпашево и, по сути, является его продолжением. Добраться до Тогура можно на автобусе № 1 из Колпашева.

## Население
| 1920  | 1926  | 1959  | 1970  | 1979  | 1989  | 2002  |
| ----- | ----- | ----- | ----- | ----- | ----- | ----- |
| 748   | ↗865  | ↗7647 | ↘7616 | ↗8381 | ↗9399 | ↘8418 |
| 2010  | 2012  | 2013  | 2014  | 2015  | 2021  |       |
| ↘7575 | ↘7399 | ↘7277 | ↘7151 | ↘7051 | ↘6025 |       |

### Религия
Селение было основано в пределах Тобольской епархии. В 1818 году был построен каменный Воскресенский храм. В 1834 году приход перешёл в ведение Томского архиерея.
С 1940 по 1945 год храм был закрыт. С конца 1940-х годов Тогурский приход находился в ведении Новосибирской кафедры, с 6 октября 1995 года — Томской. 12 марта 2013 года приход вошёл в границы новообразованной Колпашевской епархии.

## История

### Селькупское поселение в устье Тогурской Кети

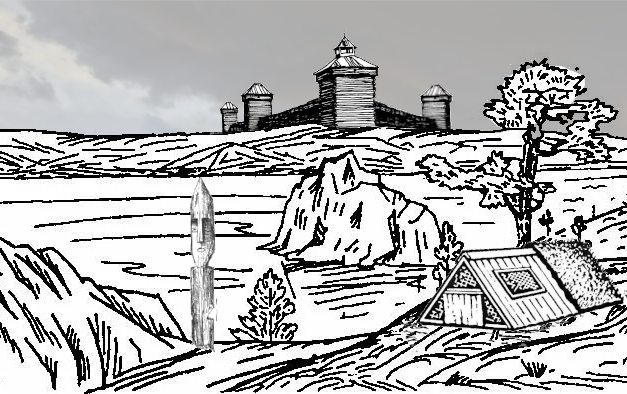
Селькупская крепость Киринан этт в устье Тогурской Кети. Художественная иллюстрация

Древнее селькупское поселение было упомянуто А. Ф. Плотниковым в устье Тогурской Кети — юрты Керенан эт (Киринан этт) (Тогурская юрта), где в настоящее время находится с. Тогур. Тогда ещё «русских селений никаких, кроме Кетского острога, не было». С появлением Кетского острога и новопоселенцев, напугавших местных жителей, юрты были покинуты. Фактически, как считает А. Ф. Плотников, «выселками» из юрт Керенан-эт являются юрты Конеры, Езенгины, Испаевы, Островные.
Г. Ф. Миллер в 1740 году не упоминает инородческого населённого пункта в устье Тогурской Кети. Он пишет о направлениях течения воды в тогурском устье, называемом по-остяцки Tarin-ang («вилочное устье»), и отмечает наличие деревни Тогурской, или Савеловой, на восточном берегу, в 15 верстах от Калпашниковой, которая «…относится к Кетскому острогу. Имеет 9 дворов, среди которых 4 служилых, остальные — разночинцев». Зато он отмечает наличие остяцких юрт Конирских (Konirnai-et, Канеровы), Есендиных (Kasiranget, Езенгины), Испаевых (Nürget-et) и Островных (Karüntab-jet) вокруг Тогурского устья, жители которых, по материалам А. Ф. Плотникова, разъехались из того места, где русские потом основали деревню Тогурскую.
Поиски места бывших юрт в современном с. Тогуре были предприняты археологом Я. А. Яковлевым, уроженцем Тогура: 

Свои крепости-городища селькупы всегда строили на коренных незатопляемых берегах, выбирая, по преимуществу, мысовые участки. Это давало хороший обзор местности и не требовало большой работы на возведение укреплений поскольку с двух сторон поселение было уже труднодоступным из-за крутого, высокого берега. Поэтому ров и вал с бревенчатым тыном поверху возводились лишь по перешейку мыса. Таким местом вполне мог быть поворот Кетской террасы, где ныне стоит лесозавод. Неподалёку от него, на юго-западной окраине Тогура, согласно устным сведениям, находились курганы, позже застроенные. Если были курганы, где селькупы захоранивали своих сородичей, значит рядом должно было быть и их поселение.— Яковлев Я.А. Тогур
Карой Папаи, путешествовавший по Оби в 1888 г., даёт фонетическую огласовку для названия по-селькупски села Тогурского: Terenak.

### Основание Тогура

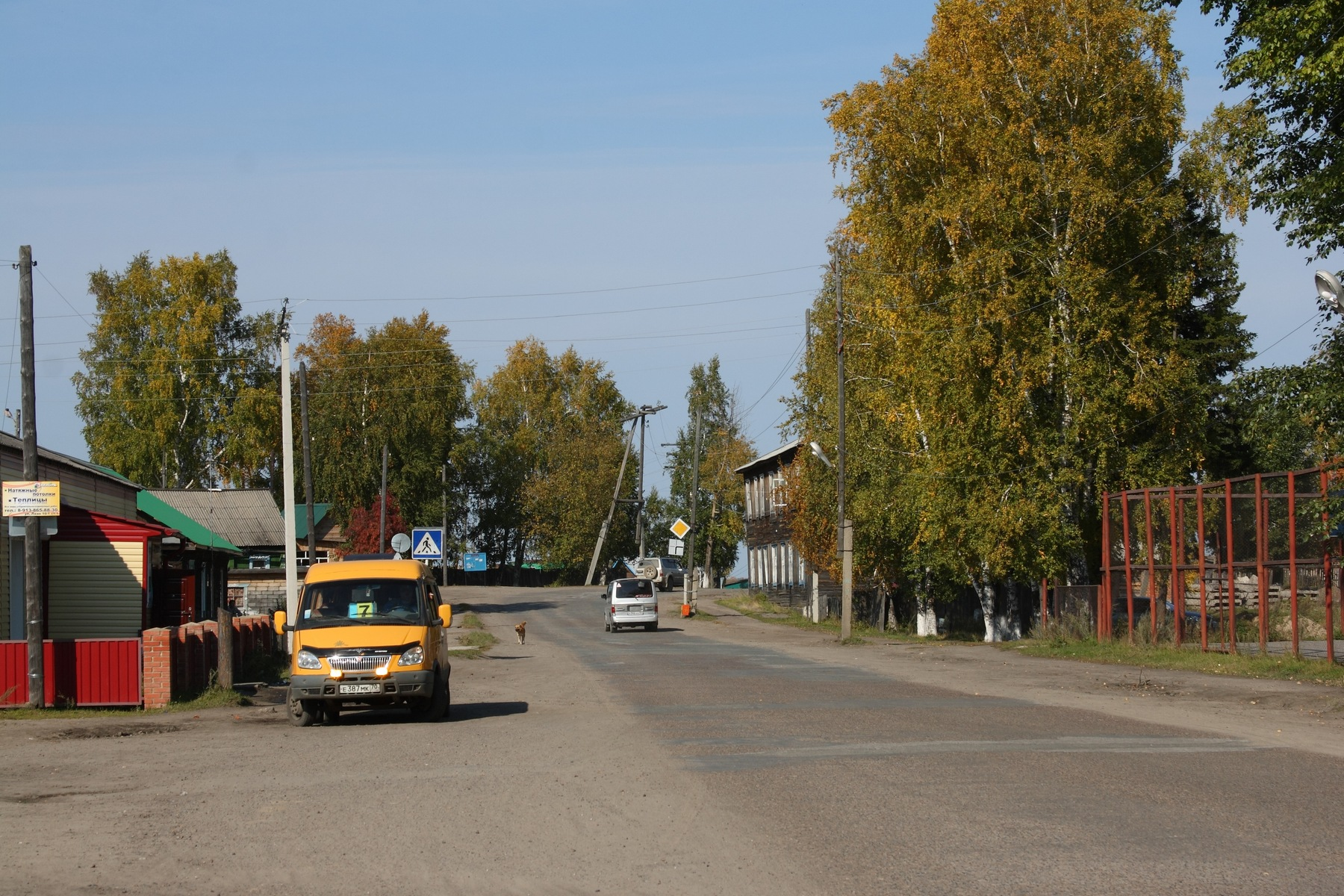
Тогур. Конец улицы Ленина

Тогур является одним из старейших русских поселений в Сибири, которое было основано в начале XVII века. Благодаря географическому положению Тогур на протяжении трёх веков был одним из крупных сельскохозяйственных, ремесленных, административных, торговых и культурных центров региона.
В 1610-х годах Тогур был центром инородческой волости Нарымского уезда, в 1680 году приобрёл статус деревни Кетского района Нарымского уезда.
В конце XVIII века из сёл была образована Кетская волость. Центром Кетской волости стало старинное село Тогурское.
С начала 1780-х годов по 1827 год в мае-июне в Тогурском проходила крупная ярмарка с оборотом 1,5 млн рублей. В начале XIX века из Нарымского края на две ярмарки — в селе Тогурском и в городе Ирбит — вывозились шкурки белки, соболя, лисицы, бобра на сумму 1 200 000 рублей серебром.
С 1822 года Тогур стал административным центром Тогурского воеводства, а с 1842 года — Кетской волости Томского округа. Параллельно с последним административным статусом с середины XIX века Тогур являлся и центром Тогурской инородческой волости, которая к концу столетия разделилась на две — Тогурско-Порубежную и Нижне-Тогурскую.
В 1866 году в Тогуре было открыто первое в Кетской волости одноклассное сельское училище, в 1880-х годах — первый фельдшерский пункт, первая аптека и первое почтовое отделение.
В 1911 году здесь имелись казённая винная лавка, земско-обывательская станция, хлебозапасный магазин, 2 торговые лавки, водяная мельница.
В конце марта — начале мая 1918 года в Тогурском уезде произошло одно из первых в Сибири антибольшевистских вооруженных крестьянских восстаний.
В конце 1920-х годов в селе размещались сельсовет, школа I ступени, нардом, изба-читальня, лавка общества потребителей, почтовое агентство, кредитное товарищество.
Часть тогурских жителей издавна была невольной — ссыльными или поселенцами. Во время активной царской ссылки 1906—1914 годов были периоды, когда этот статус имел каждый третий тогурчанин. В 1920—1930-х годах большевики сделали Тогур местом жительства своих политических оппонентов: меньшевиков, социалистов-революционеров, бундовцев, участников молодёжного социал-демократического движения. 1930 год был ознаменован новой большой волной невольников — раскулаченных крестьян, так называемых спецпереселенцев. На следующий год была организована Тогурская комендатура, к которой относилось 12 спецпосёлков, в которых проживало около 22 тысяч человек. С началом Второй мировой войны в посёлке возникли колонии депортированных поляков и ссыльных поволжских немцев. В 1933 году в посёлке был открыт детский дом для детей-дошкольников, родители которых были спецпереселенцами.
Промышленный облик Тогура сформирован многочисленными леспромхозами по реке Кеть, для переработки продукции которых 20 марта 1934 года был введён в эксплуатацию лесозавод. В 1950—1980-х годах он был одним из самых крупных предприятий лесной отрасли в области. Тогурский лесопромышленный комбинат и Кетская сплавная контора в 1996 году были объединены в АО «Кетский лесопромышленный комплекс».
В 1939 году Тогур получил статус рабочего посёлка, а в 1992 году вновь стал селом.

## Климат
В селе Тогур умеренно-холодный климат. Значительное количество осадков, даже в засушливые месяцы. По классификации климатов Кёппена — влажный континентальный климат с тёплым летом (индекс Dfb). Средняя годовая температура составляет −1,2 °C, среднегодовая норма осадков — 487 мм.
| Показатель                    | Янв.  | Фев.  | Март | Апр. | Май  | Июнь | Июль | Авг. | Сен. | Окт. | Нояб. | Дек.  | Год  |
| ----------------------------- | ----- | ----- | ---- | ---- | ---- | ---- | ---- | ---- | ---- | ---- | ----- | ----- | ---- |
| Средний суточный максимум, °C | −15,5 | −13,4 | −3,4 | 4,8  | 13,5 | 21,2 | 24,5 | 20,3 | 13,9 | 3,2  | −6,6  | −13,1 | 4,1  |
| Средняя температура, °C       | −20,1 | −18,8 | −9,7 | −0,9 | 7,5  | 14,9 | 18,2 | 14,6 | 8,7  | −0,4 | −10,6 | −17,6 | −1,2 |
| Средний суточный минимум, °C  | −24,6 | −24,1 | −16  | −6,6 | 1,5  | 8,7  | 11,9 | 9,0  | 3,6  | −4   | −14,6 | −22   | −6,4 |
| Норма осадков, мм             | 24    | 16    | 17   | 25   | 49   | 57   | 67   | 71   | 50   | 46   | 35    | 30    | 487  |
| Источник:                     |       |       |      |      |      |      |      |      |      |      |       |       |      |

## Известные уроженцы
В селе родились:
- Кожевников, Вадим Михайлович (1909—1984) — советский писатель. Лауреат Государственной премии СССР (1971). Герой Социалистического Труда (1974).
- Сандра Калниете — современный латвийский политик.
- Сергей Владимирович Маслов — Герой России, летчик-испытатель. В марте 2021 года Тогурской средней общеобразовательной школе было присвоено имя Героя России Сергея Владимировича Маслова.
- Липатов, Виль Владимирович — советский писатель, сценарист, прозаик, журналист, специальный корреспондент.